# بخش بورلف
بخش بورلف (به سوئدی: Burlövs kommun) یک ناحیه شهری در سوئد است که در شهرستان اسکونه واقع شده‌است.

## خواهرخوانده
شهرهای آنکلام و کالینینگراد خواهرخوانده‌های بخش بورلف هستند.